# Jacek Bierezin
Jacek Bierezin (* 13. März 1947 in Łódź; † 26. Mai 1993 in Paris) war ein polnischer Poet, Repräsentant der polnischen Neuen Welle und Oppositioneller in der Zeit der Volksrepublik Polen.

## Leben
Jacek Bierezin wurde als Sohn eines Offiziers der Polnischen Heimatarmee (Armia Krajowa) geboren. Nach seinem Abitur begann er zunächst 1965 im Magazin der Universitätsbibliothek Łódź zu arbeiten. 1967 begann er polnische Philologie zu studieren. Aufgrund seiner oppositionellen Aktivitäten wurde er am 8. Dezember 1970 bis 16. März 1971 inhaftiert und am 23. November 1971 zu einem Jahr Haft auf Bewährung verurteilt. Anschließend setzte Jacek Bierezin sein Studium fort, wechselte 1974 aber zum Studium der Ethnographie. 1975 gehörte er zu den Unterzeichnern des List 59, in dem gegen die Änderung der polnischen Verfassung protestiert wurde. Auf Grund seines Engagements im Komitee zur Verteidigung der Arbeiter (KOR) verweigerte die Universität Łódź ihm 1976 die Fortsetzung seines Studiums. Daraufhin gründete Jacek Bierezin zusammen mit drei weiteren Bürgerrechtlern, darunter seine Frau Ewa Sułkowska-Bierezin, die Literaturzeitschrift Puls und übernahm bis 1981 die Chefredaktion. Ab 1978 war er Mitglied von Amnesty International.
Auf Grund seiner oppositionellen Tätigkeiten wurde er mehrfach verhaftet, zuletzt vom 13. Dezember 1981 bis zum 19. August 1982. Daraufhin emigrierte er im November 1982 nach Paris, wo ihm 1983 politisches Asyl gewährt wurde. In Paris arbeitete er unter anderem für Radio Freies Europa und die Zeitschrift Kultura.
Am Ende seines Lebens kämpfte Jacek Bierezin mit psychischen Problemen.
1993 starb er bei einem Autounfall in Paris, sein Grab befindet sich in seiner Geburtsstadt auf dem Friedhof Doły.

## Werk
Sein literarisches Debüt erfolgte 1966 in der katholischen Monatszeitschrift Więź. Auszeichnungen erhielt er u. a. 1972 beim Warschauer Lyrik-Herbst, 1973 beim Turnier für gesellschaftliche Lyrik und im Spiewak-Wettbewerb. Weiterhin wurde er vom Teatr Stu, Krakau, und Teatr Prób, Łódź, in deren Lyrikprogrammen ausgezeichnet. 1973 wurde sein erster Gedichtband Lekcja liryki von einem offiziellen Łódźer Verlag veröffentlicht. Den zweiten Band Wam lehnte die Zensur ab, so dass er 1974 im Pariser Exilverlag Institut Littéraire erschien. Ab 1974 war Jacek Bierezin in der Volksrepublik Polen mit einem generellen Druckverbot belegt, weshalb er sich fortan gezwungen sah, im westlichen Exil bzw. im Untergrund zu veröffentlichen, darunter seinen Gedichtband W połowie życia und die Feuilletons Z pustyni i z puszczy.
Jacek Bierezins Werke befassten sich mit den Konflikten zwischen Bürgerrechtler und dem sozialistischen Staat, was für diesen eine Provokation darstellte. Er sah die Aufgabe der Poesie darin, ethisch und skeptisch zugleich zu sein – mit dem Recht, Zweifel äußern. Nach eigener Aussage wurde sein Werk stark von Czesław Miłosz beeinflusst.

## Ehrung
Seit 1995 wird jährlich der „Polnische Nationale Poesiewettbewerb Jacek Bierezin“ (Ogólnopolski Konkurs Poetycki im. Jacka Bierezina) veranstaltet, dessen Preis die Veröffentlichung des Debütbandes der/des Preisträgerin/s ist. Der Wettbewerb wird vom polnischen Schriftstellerverband (Zweigstelle Łódź) organisiert.
2006 wurde Jacek Bierezin postum mit dem Offizierskreuz des Orden Polonia Restituta ausgezeichnet.

### Veröffentlichungen
- Lekcja liryki (Lektion der Lyrik). Łódź 1972
- Wam. Poezje (Euch). Instytut Literacki, Paris 1974
- W połowie życia (In der Mitte des Lebens). Warschau 1980
- Z pustyni i z puszczy. Felietony sprzed odnowy (Aus Wüste und Wildnis. Feuilletons vor der Erneuerung). Warschau 1981
- Tyle rzeczy. Paris 1990
- Linia życia (Lebenslinie). Krakau 1999 (postum)